# باريس تورز 1924
باريس تورز 1924 هو سباق دراجات هوائية، وهو الموسم رقم 19 من باريس تورز، وأقيم في 1924.
فاز بالمركز الأول Louis Mottiat ‏، وبالمركز الثاني نيكولا فرانتز، وبالمركز الثالث Jules Huyvaert ‏.

## الفائزون
| الترتيب | الفائز          |
| ------- | --------------- |
| الفائز  | Louis Mottiat ‏  |
| الثاني  | نيكولا فرانتز   |
| الثالث  | Jules Huyvaert ‏ |